# Бедринский, Иван Иванович
Иван Иванович Бедринский (1769—1831) — священник Русской православной церкви.

## Биография
Родился в 1769 году в семье священника. Учился в Александро-Невской семинарии. По окончании курса он некоторое время состоял учителем латинского языка в той же семинарии и инспектором. В 1791 г., по посвящении в диаконы, был назначен в Смольный монастырь, а через год переведён в церковь Вознесения Господня, где через два года, в 1794 году, рукоположён в сан священника.
В 1796—1800 гг. он состоял увещателем подсудимых в разных присутственных местах.
В 1809 году был произведён в протоиереи Воскресенской церкви и в то же время определён законоучителем пансионеров, обучавшихся в иезуитском училище, где пробыл до средины 1811 года, когда его назначили благочинным Воскресенской церкви, цензором над проповедниками и членом цензурного комитета при Санкт-Петербургской духовной академии, её конференции и оспенного комитета Санкт-Петербурга с уездом.
В 1814 году Бедринский был переведён, с сохранением прежних должностей, протоиереем в Казанский собор. Здесь он оставался до самой смерти.
За ревностное исполнение возложенных на него обязанностей Бедринский получил следующие награды: золотые часы, бархату на рясу и материи на подрясник (1802—1803 г.), бархатную фиолетовую камилавку (1804), наперсный крест (1809), палицу (1815), орден Св. Анны 2-й ст. (1817), бриллиантовые знаки этого ордена (1824), митру (1825).
За катехизические поучения и переводы иностранных книг на русский язык Бедринский в 1806 г. был избран в члены Академии Российской, по предложению её президента А. А. Нортова, — «общим согласием всех присутствующих членов» и в члены СПб. вольного общества любителей российской словесности.
Скончался 9 (21) февраля 1831 года и похоронен на Волковском православном кладбище.

## Переводы
Им переведены: с латинского — «Трактат о Свящ. Писании из богословской системы Феофана Прокоповича»; с французского: 1) Вопль истины против соблазна мира. 1803. 2) Политика, из Св. Писания почерпнутая, соч. Боссюэта. — СПб., 1802. 3) Величие души, соч. Каракчиоли. — СПб., 1803. 4) Церковная история. в 3-х ч. — М., 1794; 2-е изд. с примечаниями Бедринского. 1830—1836. Из катехизических поучений в печати появилось только «Слово в св. и великий пяток, говоренное в СПб. Казанском соборе протоиереем оного и кавалером И. Бедринским 12 апр. 1818 г.».